# John H. Reed
John Hathaway Reed, född 5 januari 1921 i Fort Fairfield, Maine, död 31 oktober 2012 i Washington, D.C., var en amerikansk republikansk politiker och diplomat. Han var Maines guvernör 1959–1967.
Reed utexaminerades 1942 från University of Maine och tjänstgjorde i fyra år i USA:s flotta. Efter andra världskriget var han verksam som jordbrukare precis som fadern som var en framstående potatisodlare i Fort Fairfield.
Guvernör Clinton Clauson avled 1959 i ämbetet och efterträddes av Reed. År 1967 efterträddes Reed i sin tur av Kenneth M. Curtis. Efter den politiska karriären tjänstgjorde Reed som USA:s ambassadör i Colombo 1976–1977 och 1982–1985.
År 2012 avled Reed i en ålder av 91 år på universitetssjukhuset George Washington University Hospital i Washington, D.C.